# Pentalfa
Pentalfa è un diverso termine con cui si indica il pentagramma geometrico, fu originalmente teorizzato dal filosofo Pitagora di Samo come simbolo dai profondi significati mistici, filosofici e matematici nonché esoterici.
Dal 1800 il simbolismo venne assimilato al satanismo, in particolare grazie all’autore  Eliphas Lévi, che nella sua iconografica lo assimilò al presunto "Baphomet" (una sfinge alchemica).
Nell’ambito invece delle tradizioni esoteriche è un simbolo sacro in molte tradizioni massoniche regolari, ispirate alle scuole pitagoriche, impegnate da sempre nel riscoprire il sapere perso di Pitagora e della scuola, con l’unico scopo di poterlo riconsegnare all’umanità.

## Origine e significato
Il vocabolo "pentalfa" fu coniato da Pitagora, per il quale il simbolo era composto da cinque lettere alfa (Α) intersecate fra loro.
Con la lettera Α il filosofo indicava il principio universale, di cui il pentalfa era simbolo assoluto. 
Pitagora capì ben presto che nel pentalfa si celava qualcosa di perfetto, ovvero la sezione aurea. Il rettangolo, avente i lati che rispettano la proporzione aurea, è detto rettangolo aureo ed esso si può originare tantissime volte nel pentalfa (infinita generazione del numero 5). Il pentagramma era dunque il simbolo dei pitagorici, ed era tracciato con una circonlocuzione che significava un triplice triangolo intrecciato.
Tale simbolo divenne ben presto l'emblema della sua scuola di pensiero e di tutte quelle che le succedettero, per giungere alle moderne logge massoniche. Nella cabala è considerato l'equivalente della stella di David.
Il termine "decalfa" comparve nella demonologia di Plutarco, mentre in tempi moderni il pentalfa fu oggetto dell'aritmetica di Athanasius Kircher.

## Il pentalfa in araldica
Il pentalfa è spesso utilizzato anche in araldica. Talvolta è rappresentato senza l'intreccio dei filetti.

D'azzurro, al pentalfa d'oro (emblema dell'Etiopia)
D'oro, al pentalfa di nero non intrecciato (Knielingen, Germania)
Di verde, al pentalfa rovesciato d'argento (Schlotheim, Germania)
Pentalfa rovesciato di nero (distretto di Weiler, Schorndorf, Germania)
Pentalfa d'oro (Haaksbergen, Paesi Bassi)